# جامعة بليخانوف الروسية للاقتصاد
الجامعة الروسية الاقتصادية المسماة على اسم غ. ف. بليخانوف (الروسية: Российский экономический университет имени Г. В. Плеханова) مؤسسة تعليم عالي في روسيا، وهي أكبر جامعة من حيث عدد تخصصات مجال الاقتصاد في روسيا، وهي أقدم مؤسسة تعليم عالي للاقتصاد في روسيا.
تأسست عام 1907 من قبل رجل الأعمال أليكسي سيميونافيتش فيشنياكوف كأول مؤسسة تعليمية عليا متخصصة لنشر التعليم التجاري في الإمبراطورية الروسية. حاليًا هي أكبر مركز تعليمي وعلمي لتدريب المتخصصين المؤهلين تأهيلا عاليا في مجال الاقتصاد وعلوم وتكنولوجيا السلع. تضم الجامعة مركزًا للابتكار وحاضنة أعمال طلابية ومركزًا لتحليل الموقف والتنبؤ بالاقتصاد الروسي. يعمل في الجامعة أكثر من 1200 مدرس ، منهم أكثر من 260 طبيبًا للعلوم ، وأكثر من 180 أستاذًا ، وأكثر من 630 مرشحًا للعلوم و 420 أستاذًا مشاركًا. وأكثر من 17 ألف طالب.
دائمًا ما تصنف جامعة بليخانوف ضمن أفضل عشر جامعات في موسكو ، وتصنف تقليديًا ضمن أفضل 20 جامعة التي يطلب خريجوها من قبل أرباب العمل ، وتدخل أيضًا سنويًا في تصنيف أفضل 200 جامعة في العالم من ناحية توظيف الخريجين.
بالإضافة إلى الاعتماد من وزارة التعليم ، حصلت الجامعة على اعتماد من جمعية المحاسبين القانونيين المعتمدين (ACCA) ، والمعهد المعتمد للمحاسبين الإداريين (CIMA) ، والمجلس الأوروبي لتعليم إدارة الأعمال (ECBE) ، ورابطة ماجستير إدارة الأعمال (AMBA) ) والمعهد الملكي للتسويق (CIM) والمعهد الأوروبي للعلاقات العامة (IEERP) ووكالة المراقبة العامة لجودة التعليم والتطوير الوظيفي (AKKORK). الجامعة أيضًا عضو في الرابطة الأوروبية للجامعات وصندوق التنمية الأوروبي

## التاريخ
تعود جذور جامعة بليخانوف إلى بداية القرن العشرين وترتبط ارتباطًا مباشرًا بأنشطة جمعية موسكو لتعزيز التعليم التجاري. تأسست في عام 1897 من قبل رجال الأعمال والممولين في موسكو برئاسة أ.س.فيشنياكوف ، وضعت الجمعية لنفسها هدفًا لتطوير نظام التعليم الاقتصادي ، والذي كان موجودًا في ذلك الوقت فقط في مهده. خلال السنوات القليلة الأولى من وجودها ، فتحت الجمعية عدة فصول تجارية ومدرستين تجاريتين (ذكور وإناث) في موسكو. لتدريب المعلمين من التخصصات الخاصة في عام 1903 ، افتتحت الجمعية أيضًا دورات تجارية ، والتي حصلت في عام 1906 على مرتبة أعلى منها ، وبعد عام تم تحويلها إلى معهد موسكو التجاري. ترأس الكسندر نيكولايفيتش جلاجوليف معهد موسكو التجاري حتى وفاته المفاجئة في عام 1906.

### معهد موسكو التجاري
تم تحويل الدورات التجارية العليا إلى معهد موسكو التجاري وفقًا لأمر وزارة التجارة والصناعة في الإمبراطورية الروسية في 19 فبراير 1907. تم تسمية المعهد رسميًا باسم ألكسي رومانوف وحصل على وضع مؤسسة التعليم العالي للإمبراطورية الروسية. كان أول مدير للمعهد هو المحامي والفيلسوف والشخصية العامة بافل إيفانوفيتش نوفغورودتسيف ، الذي ظل في هذا المنصب حتى عام 1917. تم انتخاب سيرجي ويت رئيسًا فخريًا لمجلس أمناء المعهد.
بحلول عام 1913 ، تم بناء قاعة جديدة للمعهد (أصبح المهندس المعماري S.U. Solovyov مؤلف المشروع). يضم المبنى الجديد قاعات للمحاضرات والندوات ومكتبة ومختبرات. تم بناء مباني المدرسة ومبنى المعهد بشكل أساسي بأموال خيرية تبرع بها رجال الصناعة ورجال الأعمال المشهورون. تم تسمية العديد من الفصول والقاعات في المعهد على اسم أولئك الذين تم دعمهم على أموالهم. كانت هناك فصول تحمل اسم AS Vishnyakov (رئيس مجلس أمناء المعهد) ، والأخوة Ryabushinsky ،أفاناسي فاسيليفيتش بوريشكين .
كان للمعهد كليتان: التجارية - الاقتصادية - التجارية - الفنية ، واستمر التدريب 4 سنوات. سُمح لكل من الرجال والنساء بالدراسة. قام المعهد بتدريس الاقتصاد والقانون والاقتصاد السياسي والعلوم المالية والإحصاء والرياضيات والفيزياء والميكانيكا ، بالإضافة إلى ثلاث لغات أجنبية والفلسفة واللاهوت والتاريخ. في الدورات العليا ، تم تقديم التخصص: في مجال تشريعات العمل والمصانع ، والحكم المحلي ، والخدمات المصرفية والتأمين. حصل خريجو كلية الاقتصاد على درجة الدكتوراه في الاقتصاد ، خريجي الكلية التقنية - دبلوم مهندس تجاري. علماء ومعلمون مشهورون ، بمن فيهم أساتذة من جامعة موسكو ، يدرسون في المعهد.
أصبح معهد موسكو التجاري أول مؤسسة اقتصادية للتعليم العالي في روسيا. على عكس الدورات الأولية ، كانت المهمة الرئيسية للمعهد هي تدريب المديرين والاقتصاديين المؤهلين تأهيلا عاليا للقطاعات سريعة التطور في الاقتصاد الوطني للبلاد. بحلول عام 1917 ، أصبح معهد موسكو التجاري أكبر مدرسة عليا للاقتصاد في روسيا. في عام 1917 ، درس هنا أكثر من 6.5 ألف شخص.